# Spy Kids
Série Spy Kids
Spy Kids 2 : Espions en herbe
(2002)
Pour plus de détails, voir Fiche technique et Distribution.
Spy Kids, ou Espions en herbe au Québec, est un film américain réalisé par Robert Rodriguez, sorti en 2001.
Il reçoit des critiques globalement positives et est un succès commercial. Il marque ainsi le début d'une franchise comportant quatre films et une série d'animation.

## Synopsis
Ingrid et Gregorio Cortez sont deux ex-agents secrets réputés qui ont abandonné le métier pour la chose la plus chère à leurs yeux : leurs enfants Carmen et Juni Cortez. Ignorant le passé de leurs parents et pensant qu'ils ne peuvent comprendre la nouvelle culture des jeunes, Carmen sèche les cours et Juni s'invente des amis imaginaires repris de l'univers de la série télévisée Floop et ses Fooglies pour fuir sa dure vie : rejeté par sa sœur et malmené par un garçon de sa classe.
Dans la série Floop, les Fooglies sont des espèces de personnages en pâte à modeler. Cependant, le passé de leurs parents va vite remonter jusqu'à leurs oreilles lorsque les deux agents ont repris du service après que plusieurs agents de l'OSS (Organization of Super Spies) ont disparu. Les enfants sont projetés dans le monde des espions pour sauver leurs parents, c'est aussi pour Juni l'occasion de rencontrer le grand Floop ainsi que ses Fooglies.

## Fiche technique
Sauf indication contraire, les informations mentionnées dans cette section peuvent être confirmées par les bases de données cinématographiques IMDb et Allociné,  présentes dans la section « Liens externes ».
- Titre original et français : Spy Kids
- Titre québécois : Espions en herbe[1]
- Réalisation et scénario : Robert Rodriguez
- Musique : John Debney, Danny Elfman, Harry Gregson-Williams, Los Lobos et Robert Rodriguez
  - Musiques additionnelles : Chris Boardman, Gavin Greenaway, James McKee Smith, Heitor Pereira, Marcel Rodriguez
  - Orchestration : Chris Boardman, Brad Dechter, Bruce Fowler, James Gelfand, Christopher Klatman, Ladd McIntosh, Mark McKenzie, Don Nemitz et David Slonaker
  - Montage musical : Stephanie Lowry et Richard Whitfield
- Direction artistique : Ed Vega et T.J. Walker
- Décors : Cary White
- Costumes : Deborah Everton
- Maquillage : Ermahn Ospina
- Coiffure : Troy Breeding
- Photographie : Guillermo Navarro
- Son : Greg Hedgepath, Hanna Makowska, Robert Rodriguez, Michael Semanick, Mark Ulano
- Montage : Robert Rodriguez
- Production : Elizabeth Avellan et Robert Rodriguez
  - Production exécutive : Bill Scott
  - Production déléguée : Cary Granat, Bob Weinstein et Harvey Weinstein
  - Coproduction : Tamee Smith Zimmerman
- Sociétés de production : Dimension Films et Troublemaker Studios
- Sociétés de distribution : Miramax (Monde) ; Dimension Films (États-Unis) ; Bac Films (France) ; Alliance Atlantis Vivafilm (Canada) ; Ascot Elite Entertainment Group (Suisse)
- Budget : 35 millions de $[2],[3]
- Pays de production :  États-Unis
- Langues originales : anglais, espagnol
- Format : couleur - 35 mm - 1,85:1 (Panavision) - son Dolby Digital EX / SDDS / DTS-ES
- Genre : action, aventure, comédie, science-fiction, espionnage
- Durée : 88 minutes
- Dates de sortie[4] :
  - États-Unis, Québec : 30 mars 2001[1]
  - Belgique : 11 juillet 2001[5]
  - France, Suisse romande : 18 juillet 2001[6],[7]
- Classification :
  - États-Unis : des scènes peuvent heurter les enfants - accord parental souhaitable (PG - Parental Guidance Suggested)[N 1]
  - France : tous publics (conseillé à partir de 8 ans)[6],[8]
  - Belgique : tous publics (jeune public) (Alle Leeftijden)[5]
  - Suisse romande : interdit aux moins de 7 ans[9]
  - Québec : tous publics (G - General Rating)[1]

## Distribution
- Alexa Vega (VF : Marie-Charlotte Dutot ; VQ : Kim Jalabert) : Carmen Cortez (nom complet : Carmen Elizabeth Juanita Echo Sky Brava Cortez[10])
- Daryl Sabara (VF : Pierre-Augustin Crenn ; VQ : Xavier Dolan) : Juni Cortez
- Antonio Banderas (VF : Thibault de Montalembert ; VQ : Luis de Cespedes) : Gregorio Cortez
- Carla Gugino (VF : Odile Cohen ; VQ : Camille Cyr-Desmarais) : Ingrid Cortez
- Alan Cumming (VF : Laurent Natrella ; VQ : Gilbert Lachance) : Fegan Floop
- Tony Shalhoub (VF : Daniel Kenigsberg ; VQ : François L'Écuyer) : Alexander Minion
- Teri Hatcher (VF : Claire Guyot ; VQ : Hélène Mondoux) : Mlle Tatiana Gradenko
- Cheech Marin (VQ : Hubert Gagnon) : Felix Gumm
- Robert Patrick (VF : Marc Fayet ; VQ : Sébastien Dhavernas) : M. Frederick Lisp
- Danny Trejo (VF : Roger Carel ; VQ : Manuel Tadros) : Isador « Machete » Cortez
- Richard Linklater : Cool Spy
- George Clooney (VF : Patrick Noérie ; VQ : Daniel Picard) : Devlin
- Mike Judge : Donnagon Giggles / Donnamight
- Guillermo Navarro : le pasteur (caméo)

## Production

### Genèse du projet
Après des films d'action ou d'horreur, Robert Rodriguez voulait changer de registre et faire un film pour enfants :

« Avant El Mariachi, mon premier long métrage, la plupart de mes courts métrages étaient des comédies familiales, et c'est un genre auquel j'avais très envie de revenir. Je rêvais d'un film frais, fou, qui enflamme l'imagination des plus jeunes et qui amuse les grands, qu'on pourrait aller voir tous ensemble. J'ai fait le film que je rêvais d'aller voir ! »

— Robert Rodriguez

### Attribution des rôles
Robert Rodriguez retrouve ici de nombreux acteurs et actrices avec lesquels il a déjà travaillé auparavant : Antonio Banderas (Desperado, Four Rooms), Robert Patrick (The Faculty), Cheech Marin (Desperado, Une nuit en enfer), Danny Trejo (Desperado (1995), Une nuit en enfer) et George Clooney (Une nuit en enfer).
Angie Harmon est envisagée pour le rôle d'Ingrid, mais elle est trop occupée par la série télévisée New York, police judiciaire. Kelly Preston est ensuite choisie mais cette dernière vient juste d'accoucher. Carla Gugino obtient finalement le rôle, même si elle se trouvait trop jeune pour le rôle.

### Tournage
Comme la plupart des films de Robert Rodriguez, Spy Kids est tourné au Texas à Austin, à San Antonio et à Dallas. Le film a également été tourné au Chili (désert d'Atacama, Viña del Mar et Santiago) et aux Bahamas.
Il s'agit du dernier film que Robert Rodriguez tourne avec de la pellicule. Après celui-ci, il tournera exclusivement en numérique.

## Bande originale
Bandes originales par Robert Rodriguez
The Faculty
(1998) Spy Kids 2 : Espions en Herbe
(2002)
La bande originale est composée par John Debney et Danny Elfman, avec la collaboration d'autres compositeurs, dont le réalisateur Robert Rodriguez, Harry Gregson-Williams, Heitor Pereira, Robert Rodriguez, Chris Boardman et Gavin Greenaway. Le groupe Los Lobos reprend le titre Oye cómo va de Tito Puente adapté pour le film en Oye Como Spy.
Liste des titres
1. Cortez Family (Gavin Greenaway, Heitor Teixeira Pereira, Harry Gregson-Williams) – 1:39
2. My Parents Are Spies (Danny Elfman) – 2:09
3. Spy Wedding (Los Lobos, Robert Rodriguez) – 2:11
4. Spy Kids Demonstration (John Debney, Robert Rodriguez, Marcel Rodriguez) – 1:06
5. Parents on Mission (John Debney, Danny Elfman, Gavin Greenaway, Heitor Teixeira Pereira) – 1:17
6. Kids Escape House (Gavin Greenaway, Heitor Teixeira Pereira) – 3:14
7. Pod Chase (John Debney, Danny Elfman, Harry Gregson-Williams) – 1:38
8. The Safehouse (John Debney, Danny Elfman) – 0:47
9. The Third Brain (John Debney, Robert Rodriguez, Marcel Rodriguez) – 1:00
10. Buddy Pack Escape (Danny Elfman) – 1:39
11. Oye Como Spy (David Garza (en), Tito Puente, Robert Rodriguez) – 2:59
12. Floop's Song (Cruel World) (Danny Elfman) – 0:59
13. Spy Go Round (Gavin Greenaway, Heitor Teixeira Pereira, Marcel Rodriguez) – 2:11
14. Minion (Chris Boardman, Gavin Greenaway, Heitor Teixeira Pereira, Robert Rodriguez) – 1:03
15. Sneaking Around Machetes (Danny Elfman) – 0:35
16. The Spy Plane (John Debney, Danny Elfman) – 1:29
17. Floop's Castle (Chris Boardman) – 1:29
18. Final Family Theme (Harry Gregson-Williams) – 1:44
19. Spy Kids (Save the World) (Emily Cook, David Klotz & Dave Newton) – 2:20

## Accueil

### Accueil critique
Le film reçoit des critiques assez positives. Sur l'agrégateur américain Rotten Tomatoes, il récolte 93% d'opinions favorables pour 128 critiques et une note moyenne de 7,24⁄10. Sur Metacritic, il obtient une note moyenne de 71⁄100 pour 27 critiques.
En France, le film obtient une note moyenne de 3,4⁄5 sur le site Allociné, qui recense 18 titres de presse.

### Box-office
Le film connait un bon succès, notamment aux États-Unis et au Canada. Il se classe ainsi à la 17e place du box-office annuel nord-américain.
| Pays ou région    | Box-office      | Date d'arrêt du box-office | Nombre de semaines |
| ----------------- | --------------- | -------------------------- | ------------------ |
| États-Unis Canada | 112 719 001 $   | 27 septembre 2001          | 26                 |
| France            | 281 885 entrées |                            |                    |
| Total mondial     | 147 934 180 $   | -                          | -                  |

## Distinctions
Source : Internet Movie Database et Allociné

### Récompenses
2002
- American Latino Media Arts Awards : ALMA Award du meilleur réalisateur pour Robert Rodriguez
- ASCAP Film and Television Music Awards : ASCAP Award des meilleurs films au box-office pour John Debney

### Nominations
2002
- Academy of Science Fiction, Fantasy and Horror Films - Saturn Awards : meilleur film fantastique
- American Latino Media Arts Awards :
  - Meilleur film
  - Meilleur acteur pour Antonio Banderas
  - Meilleur scénario pour Robert Rodriguez
  - Meilleure chanson dans une bande originale de film pour Los Lobos (pour la chanson "Oye Como Spy")
- Critics Choice Awards : meilleur film de famille
- Kids' Choice Awards : héros d'action masculin préféré pour Antonio Banderas
- Phoenix Film Critics Society Awards : meilleur film de famille
- Young Artist Awards :
  - Meilleur long métrage familial - Comédie
  - Meilleur second rôle féminin dans un film (Jeune actrice) pour Alexa PenaVega

2004
- Festival du Film Fantastique de Gérardmer : séances spéciales pour Robert Rodriguez[20]

## Clins d'œil
Les noms des personnages principaux, Gregorio, Carmen et Juni, sont ceux des membres de la famille de Robert Rodriguez.
- Le nom de l'organisation des espions du film est l'OSS (pour Organization of Super Spies). Il s'agit du même acronyme que l'Office of Strategic Services, l'agence américaine créée pour la Seconde Guerre mondiale[12].
- Le personnage incarné par Teri Hatcher, Miss Gradenko, est une référence à une chanson du même nom du groupe The Police et tirée de l'album Synchronicity (1983)[12].
- Dans plusieurs films de Robert Rodriguez, son cousin Danny Trejo incarne des personnages dont le nom renvoie à un couteau ou objet tranchant en espagnol. Il s'agit ici d'Isador « Machete » Cortez (pour machette)[12], rôle qu'il reprendra plus tard dans les suites de Spy Kids et dans Machete et sa suite. Il incarne par ailleurs un certain Navajas (« couteau ») dans Desperado (1995) et un dénommé Razor (« rasoir ») Charlie dans Une nuit en enfer (1996),